# 餉碼制度
餉碼制度（Farm System），是英國、荷蘭等國在東南亞殖民地實施的一種稅收承包制度，設有碼官，採用公開招標。許多有勢力的華人幫派領袖都靠承包餉碼致富，這種制度成為十九世紀華人社會紛擾的主要根源。
當地華人來自中國的勞工，多為年青力壯者，至海外工作之餘，需要进行消遣活動来打發時間。餉碼制度基本上滿足了華人对生活品的基本需求，包括：煙（鴉片）、酒、賭博等。殖民政府利用華人的嗜好以充實殖民地的財庫增加母國稅收，與甲必丹制度相輔相成。